# 京都インターナショナルユニバーシティー
京都インターナショナルユニバーシティー（きょうとインターナショナルユニバーシティー）とは、京都府京田辺市に存在する各種学校と学校法人。前身はフィリップス大学日本校。略称はKIU（ケイアイユー）。

## 沿革
- 1989年 フィリップス大学日本校を宇治市に開校
- 1996年 本校より独立し、京田辺市に移転。現校名となる。
- 2003年 京都府より学校法人・各種学校として認可される。

## 概要
3校舎を持つ。小学部はバスの送迎がある。
基本的に小学部以外は徒歩か自転車通学である。

## 学部・学科
- 国際関係学部 - Bachelor's degree（4年制）
  - 国際関係学科
  - 国際ビジネス学科
- 教養学部 - Associate's Degree（2年制）
  - 教養学科

KIU大学で取得した単位は海外の大学および大学院に移行することができる。
- KIUアカデミー

小学校・中学校・高等学校相当課程
2009年4月現在、大学課程とKIUアカデミーの高等学校相当課程は各種学校のコースとして認可されているが、KIUアカデミーの小学校・中学校相当課程は認可外。それぞれの課程を修了しても、学校教育法に基づく小学校－大学の各学校の卒業資格は得られない。
キリスト教系学校国際連盟に加入。KIUAは、1年生から12年生までのすべてのカリキュラムにおいて、イギリスに本部を持つ教育認定機関、キリスト教系インターナショナルスクール連盟（ACSI＝Association of Christian Schools International） の認可を受けている。ACSI認定は世界的な資格として有用されており、日本の文部科学省もACSIの認定を認めており、認定校で12年の課程を修了した18歳以上の者には、大学入学資格 （高等学校を卒業した者と同等以上の学力がある）が認められている。
KIUアカデミーは、アメリカの制度に基づいた編入制度を導入する日本語と英語の2言語で授業を行うインターナショナル・スクールである。